# وسترن ورلد (کشتی)
وسترن ورلد (کشتی) (به انگلیسی: Western World (ship)) یک کشتی بود که طول آن ۱۸۰ فوت (۵۵ متر) بود.